# Jon Tenney
Jonathan Frederick Tenney, noto come Jon Tenney (Princeton, 16 dicembre 1961), è un attore statunitense, noto principalmente per il ruolo di Fritz Howard nelle serie televisive The Closer e Major Crimes.

## Biografia
Nato a Princeton, nel New Jersey, ultimo dei quattro figli di Lillian Sandra Baum, una psichiatra, e Frederick Haworth Tenney, un fisico ricercatore. Ha studiato presso il Vassar College, dove si è laureato in arte drammatica e filosofia. In seguito ha studiato recitazione alla Juilliard School.
Dal 1994 al 2003 è stato sposato con l'attrice Teri Hatcher, con cui ha avuto una figlia, Emerson Rose Tenney, nata nel novembre 1997. Il 16 giugno 2012 si è sposato con la produttrice Leslie Urdang.

### Carriera
Tenney ha fatto il suo debutto professionale lavorando in teatro, come protagonista in una produzione itinerante di The Real Thing, diretta da Mike Nichols. In seguito ha iniziato a lavorare costantemente on e off-Broadway, e nei teatri regionali. Inizia la sua carriera televisiva recitando nelle serie televisive E giustizia per tutti, La sporca dozzina, Brooklyn South e Kristin. Al cinema ha recitando in film come Indiziato di reato, Tombstone, Gli intrighi del potere - Nixon, Musica da un'altra stanza e Conta su di me. Dal 2005 al 2012 ha interpretato il ruolo dell'ex agente speciale dell'FBI Fritz Howard nella serie televisiva The Closer, ruolo che ha poi ripreso nello spin-off Major Crimes.
Ha recitato nella quarta stagione di Brothers & Sisters - Segreti di famiglia nel ruolo del Dr. Simon Craig, interesse amoroso di Nora Walker, interpretata da Sally Field. Nel 2011 ha interpretato il ruolo di Martin Jordan, padre del protagonista Hal Jordan, nel film DC Comics Lanterna Verde. Nel 2013 ha lavorato al fianco di Rebecca Romijn nella serie televisiva TNT King & Maxwell. Dal 2014 interpreta il ruolo ricorrente del Vice Presidente Andrew Nichols nella serie televisiva Scandal.

## Filmografia parziale

### Cinema
- Indiziato di reato (Guilty by Suspicion), regia di Irwin Winkler (1991)
- Tombstone, regia di George P. Cosmatos (1993)
- Beverly Hills Cop III - Un piedipiatti a Beverly Hills III (Beverly Hills Cop III), regia di John Landis (1994)
- Lassie, regia di Daniel Petrie (1994)
- Free Willy 2 (Free Willy 2: The Adventure Home), regia di Dwight H. Little (1995)
- Gli intrighi del potere - Nixon (Nixon), regia di Oliver Stone (1995)
- The Phantom (The Phantom), regia di Simon Wincer (1996)
- L'orgoglio di un figlio (The Twilight of the Golds), regia di Ross Kagan Marks (1996)
- Mela e Tequila - Una pazza storia d'amore con sorpresa (Fools Rush In), regia di Andy Tennant (1997)
- Homegrown - I piantasoldi (Homegrown), regia di Stephen Gyllenhaal (1998)
- Musica da un'altra stanza (Music from Another Room), regia di Charlie Peters (1998)
- Entropy - Disordine d'amore (Entropy), regia di Phil Joanou (1999)
- Conta su di me (You Can Count on Me), regia di Kenneth Lonergan (2000)
- Mai dire sempre (Buying the Cow), regia di Walt Becker (2002)
- Il segreto di David - The Stepfather (The Stepfather), regia di Nelson McCormick (2009)
- Legion, regia di Scott Stewart (2010)
- Rabbit Hole, regia di John Cameron Mitchell (2010)
- Lanterna Verde (Green Lantern), regia di Martin Campbell (2011)
- Hide Away (A Year in Mooring), regia di Chris Eyre (2011)
- As Cool as I Am, regia di Max Mayer (2013)
- The Best of Me - Il meglio di me (The Best of Me), regia di Michael Hoffman (2014)
- Natale all'improvviso (Love the Coopers), regia di Jessie Nelson (2015)
- Il gabbiano (The Seagull), regia di Michael Mayer (2018)
- I See You, regia di Adam Randall (2019)
- Il profumo dell'erba selvatica (Wild Mountain Thyme), regia di John Patrick Shanley (2020)

### Televisione
- La sporca dozzina (Dirty Dozen: The Series) – serie TV, 8 episodi (1988)
- Murphy Brown – serie TV, 1 episodio (1989)
- E giustizia per tutti (Equal Justice) – serie TV, 25 episodi (1990-1991)
- Almost Perfect – serie TV, 2 episodi (1995)
- Lois & Clark - Le nuove avventure di Superman (Lois & Clark: The New Adventures of Superman) – serie TV, 2 episodi (1996)
- Brooklyn South – serie TV, 22 episodi (1997-1998)
- Get Real – serie TV, 22 episodi (1999-2000)
- Kristin – serie TV, 13 episodi (2001)
- Will & Grace – serie TV, 1 episodio (2001)
- The District – serie TV, 1 episodio (2004)
- Senza traccia (Without a Trace) – serie TV, episodio 2x24 (2004)
- The Division – serie TV, 9 episodi (2004)
- CSI - Scena del crimine (CSI: Crime Scene Investigation) – serie TV, 1 episodio (2004)
- Masters of Horror – serie TV, 1 episodio (2005)
- Brothers & Sisters - Segreti di famiglia (Brothers & Sisters) – serie TV, 5 episodi (2009-2010)
- The Newsroom – serie TV, 3 episodi (2012)
- The Closer – serie TV, 129 episodi (2005-2012)
- King & Maxwell – serie TV, 10 episodi (2013)
- Scandal – serie TV, 15 episodi (2014-2016)
- Hand of God – serie TV, 9 episodi (2015-2017)
- Major Crimes – serie TV, 26 episodi (2012-2017)
- True Detective – serie TV, 5 episodi (2019)
- And Just Like That... – serie TV, episodi 1x07-1x09-1x10 (2022)
- Avvocato di difesa - The Lincoln Lawyer (The Lincoln Lawyer) – serie TV, episodi 1x06-3x09-3x10 (2022-2024)
- Cruel Intentions – serie TV, episodi 1x01-1x05-1x08 (2024)

## Doppiatori italiani
Nelle versioni in italiano delle opere in cui ha recitato, Jon Tenney è stato doppiato da:
- Roberto Draghetti in The Closer, Major Crimes, Hand of God, Il gabbiano
- Antonio Sanna in Mai dire sempre, Legion
- Alberto Angrisano in Entropy - Disordine d'amore, The Newsroom
- Fabio Boccanera in Beverly Hills Cop III - Un piedipiatti a Beverly Hills III
- Vittorio Guerrieri in Free Willy 2
- Michele Gammino in Tombstone
- Maurizio Romano ne L'orgoglio di un figlio
- Roberto Pedicini in CSI - Scena del crimine
- Luca Ward in The Best of Me - Il meglio di me
- Tony Sansone in Scandal
- Massimo De Ambrosis in True Detective
- Sergio Lucchetti in Next
- Gianni Giuliano in Avvocato di difesa